# Agènesi
L' agènesi  és la manca de tot o part d'un òrgan en desenvolupar durant el creixement embrionari.
Moltes formes d'agènesi són dites pels seus noms individuals, depenent de l'òrgan afectat:
- Agènesi del cos callós - fracàs del Corpus callosum per a desenvolupar-se[3]
- Agènesi renal - fracàs d'un o tots dos renyons per a desenvolupar-se[4]
- Focomèlia - fracàs en el desenvolupament dels braços o cames[5]
- Agènesi del fal·lus - fracàs del penis per a desenvolupar-se[6]
- Agènesi de l'úter, Síndrome de Rokitansky-Küster-Hauser o Agènesi de Müller - absència de l'úter i part de la vagina.[7]
- Agènesi de la vesícula biliar - absència de la vesícula biliar. Una persona pot no adonar-se que té aquesta condició llevat que se sotmeten a cirurgia o imatges mèdiques, ja que la vesícula biliar no és ni visible ni essencial.

## Agènesi ocular
L'agènesi ocular (anoftàlmia) és una condició mèdica en la qual les persones naixen sense ulls.

## Agènesi dental i oral
- Anodòncia, absència de totes les dents primàries o permanents.[9]
- Aglòssia, absència de la llengua.[10]
- Agnàtia, absència de la mandíbula.[11]

## Agènesi del sistema auditiu
Poden afectar l'orella (pavelló auricular) i a cau d'orella extern, mitjà o intern. A causa que l'oïda mitjana i interna són necessàries per a l'audició, les persones amb agènesi completa de les oïdes són totalment sordes. L'agènesi menor que afecta només a les parts visibles de l'oïda externa, que pot dir-se micròtia, típicament produeix preocupacions estètiques i tal vegada deterioració auditiva si es bloqueja l'obertura del conducte auditiu, però no provoca sordera.